# 商竣程
商竣程（2005年2月2日—，英文名：Jerry Shang），是中国男子职业网球选手。
商竣程职业生涯迄今最高ATP单打世界排名为47位，赢得了一座ATP巡回赛冠军（2024年成都ATP250），1个ATP挑战赛单打冠军；4个ITF男子巡回赛单打冠军。

## 个人生活
商竣程出生于一个体育世家，父亲是前中国国家足球队运动员商毅，母亲是中国乒乓球世界冠军邬娜。个人爱好是跑步和高尔夫，还曾表示如果不打网球的话会成为一名高尔夫运动员。最喜欢的足球俱乐部是皇家马德里。他在接受ATP官方采访时坦承大满贯冠军李娜对自己有着深远的影响。
商竣程目前生活在美国佛罗里达州的布雷登顿，并在IMG网球学院训练。

## 青少年职业生涯
2019年，商竣程获得了第一个ITF青少年巡回赛的冠军（北京J4），这是2005年出生的球员中第一个获得该荣誉的球员。
2021年，商竣程在法国网球公开赛、温布尔登网球锦标赛和2021年美国网球公开赛中被列为青少年组头号种子，分别进入8强、半决赛和决赛。随后商竣程表示将参加成人网球赛事。
在2021年7月12日的国际网球联合会公布的青少年世界排名中，商竣程来到职业生涯最高的第1位，这也是他首次登顶青少年世界第1。12月，青少年年终排名第一的商竣程获得ITF青年少年世界冠军称号，这也是第一个获得该荣誉的中国球员。

## 职业生涯

### 2021年以前：转向成人赛事，获得单打首冠
商竣程的第一场职业网球巡回赛比赛是在2021年的迈阿密公开赛中，他收获了一张进入资格赛的外卡。他在第一轮中输给了英国运动员利安·布鲁迪，比分为6–4, 1–6, 6–7(6–8)。
2021年9月，商竣程参加ITF成人赛事，在美国费耶特维尔站（M15），首次获得男子单打冠军。2021年10月，商竣程参加ITF巡回赛美国那不勒斯站（M15）和维罗海滩站（M15），连获两个冠军，两站均为红土赛事。

### 2022年：首次参加ATP巡回赛正赛
2022年2月，17岁的商竣程获得里约网球公开赛外卡资格，这是他首次获得参加ATP巡回赛正赛资格，在第一轮的比赛中以3-6、4-6输给当时世界排名64位的西班牙选手佩德罗·马丁内斯。
2022年3月，商竣程获得印第安维尔斯大师赛资格赛外卡，在资格赛首轮战胜现世界排名第100位的弗朗西斯科·塞伦多罗，这是他在ATP巡回赛的首场胜利，也是首次战胜世界排名前100的球员。次轮对手退赛，商竣程首次进入到ATP1000大师赛正赛，是中国男子球员第一次通过预选赛方式进入非本土大师赛（上海大师赛）正赛，也是2003年纳达尔以来进入ATP大师赛正赛最年轻的球员(17岁1个月)。在正赛第一轮中败给另一名资格赛选手，现世界排名第99位的西班牙选手若姆·穆纳尔。随后他收获了ATP凤凰城挑战赛外卡，首轮输给捷克选手托马什·马哈奇，在迈阿密大师赛直接获得正赛外卡，首轮先赢后输不敌美国选手丹尼斯·库德拉。
4月，商竣程在墨西哥参加了2站ATP挑战赛，分别是圣路易斯波托西站和阿瓜斯卡达特斯站，分别在第二轮输给瑞士选手马克-安德烈埃·休斯勒和在首轮对阵澳大利亚选手伯纳德·托米奇时因伤退赛。
5月，商竣程参加马德里大师赛资格赛，首轮三盘输给韩国选手权纯雨。在萨格勒布挑战赛上第二轮输给奥地利选手，最后的冠军菲利普·米索利奇，在捷克普罗斯捷约夫挑战赛首轮输给另外一位奥地利选手亚历山大·埃勒尔。在里昂挑战赛上通过资格赛进入正赛，但首轮输给本土选手埃文·弗内斯。
进入草地赛季，替补入围的商竣程进入伊斯特本国际赛资格赛，首轮战胜世界排名80位的赛会5号种子托马斯·马丁·埃切韦里晋级下一轮，赢得了他的草地首胜。，但在第二轮输给巴西选手蒂亚戈·蒙泰罗。
7月，商竣程继续在美国参加ATP挑战赛，都从资格赛开始打起。在乔治亚州罗马挑战赛首轮输给本土选手杰弗里·约翰·沃尔夫，在印第安纳波利斯站第二轮输给另外一名本土选手克里斯托弗·尤班克斯。
2022年8月，此前从未在挑战赛中闯过两轮的他一路爆冷首次进入ATP挑战赛赛事决赛，在列克星敦挑战赛，他一路击败美国选手斯特凡·多斯塔尼克、5号种子米哈伊尔·库库什金、头号种子罗曼·萨菲乌林、7号种子亚历山大·科瓦切维奇进入决赛，在决赛中以2:0的大部分战胜2号种子埃米利奥·戈麦斯夺得自己首个挑战赛冠军，成为中国大陆男子网球选手中获得挑战赛冠军最年轻的选手（17岁），也是现役挑战赛冠军中第9年轻的男子选手，也是2005年出生的球员中首个获得挑战赛冠军的选手，通过挑战赛获得80分的商竣程世界排名飙升100余位，世界排名也首次进入前300。他本人也在采访中透露近几周他在前智利职业网球名将马塞洛·里奥斯的指导下训练。

### 2023年：首次进入大满贯
2023年，商竣程在澳大利亚网球公开赛资格赛中连闯三关进入正赛，这是商竣程第一次进入大满贯成人组比赛，也是本次澳网中年龄最小的选手，是自2021年澳大利亚网球公开赛的卡洛斯·阿尔卡拉斯之后最年轻的大满贯资格赛球员。商竣程是第10位进入大满贯正赛的大陆男球员，这是公开赛时代（自1968年以来）第一次有三位大陆男选手参加大满贯男单正赛，也是整个澳网历史上（自1905年以来）第一次。他在首轮击败了德国人奥斯卡·奥特获得成人组大满贯首胜，这也是中国大陆男球员获得的首场澳网正赛胜利，也是继2022年美网吴易昺以来第二个在大满贯正赛获胜的男球员，也是进入澳网首胜最年轻的中国大陆球员。第二轮输给赛会16号种子法兰西斯·蒂亚弗。
澳网后他在美国参加了5站比赛，分别在达拉斯公开赛资格赛首轮输球，在ATP1000大师赛印第安韦尔斯公开赛资格赛第二轮负于同胞张之臻，迈阿密公开赛获得了外卡但首轮输给法国人阿德里安·曼纳里诺，在ATP250休斯顿站资格赛首轮退赛，萨拉索塔挑战赛上首轮负于丹尼尔·伊拉希·加兰。
在第二项大满贯赛事法国网球公开赛上他通过资格赛进入单打正赛，首轮负于秘鲁选手胡安·巴勃罗·巴里利亚斯。法网后他在接受媒体采访时表示之前一直受到单核细胞增多症的困扰，本想跳过红土赛季。
随后在瑟比顿挑战赛资格赛首轮输球；在诺丁汉挑战赛通过资格赛进入郑赛，首轮战胜了康斯坦·莱斯蒂耶纳，但第二轮输给乔治·洛夫哈根，在伊尔克利挑战赛上继续从资格赛打起进入正赛，一路击败了埃米利奥·戈麦斯、戴维·戈芬进入八强，1/4决赛负于杰森·库伯勒。在第三项大满贯赛事温布尔登网球锦标赛资格赛首轮负于资格赛头号种子、意大利选手马泰奥·阿纳尔迪。
在芝加哥和格兰比挑战赛上他分别打入四强和首轮，在ATP250赛事亚特兰大网球锦标赛他从资格赛打起进入郑赛，首轮战胜本·谢尔顿，次轮负于复出的老将锦织圭，在华盛顿公开赛击败埃米利奥·戈麦斯、本·谢尔顿打入了第三轮，再次负于法兰西斯·蒂亚弗。在美国网球公开赛他在资格赛第三轮告负无缘正赛。
进入中国赛季，他在上海挑战赛进入四强后他获得了珠海网球冠军赛、中国网球公开赛和2023年上海大师赛的外卡资格，但他受到体能困扰，三站比赛首轮分别负于麥肯齊·麥克唐納、西岡良仁和绵贯阳介。在诺克斯维尔挑战赛首轮输球后，他宣布全年比赛结束。

### 2024年：首进巡回赛四强
作为开年赛事，商竣程收获了2024年中银香港网球公开赛的外卡，他在首轮耗费近3小时三盘击败了世界排名33位的拉斯洛·捷雷；次轮三盘抢七战胜了博迪克·范德赞舒普，连续两轮淘汰TOP50球员，首次打入巡回赛八强。1/4决赛中，两盘战胜了世界排名第16位，赛会3号种子弗朗西斯·蒂亚弗，职业生涯首胜TOP20球员，结束了对他的两连败并首次进入巡回赛四强。
在打入香港站八强后，商竣程收获了2024年澳大利亚网球公开赛单打正赛亚太区外卡资格。
2024年9月24日，商竣程奪得ATP250级别赛成都公开赛男单冠軍，也是其首个巡回赛冠军。

## 职业生涯统计
指引：
| W | F | SF | QF | #R | RR | LQ (Q#) | A | P | Z# | PO | SF-B | F-S | G | NMS | NH | NQ |

W：冠軍；F：亞軍；SF：四強；QF：八強；#R：前四輪；RR：小組賽；LQ：止步資格賽；A：缺席；P：比赛延期；Z#：戴维斯杯/联合会杯组别赛（#表示级别）；PO：參與戴維斯盃/联合会杯附加赛；SF-B：奧運會銅牌；F-S：奧運會銀牌；G：奧運會金牌；NMS：非ATP1000大師賽系列；NH：該賽事本年度未舉行；NQ：未入圍。

### ATP单打
| 巡回赛                     | 2022 | 2023 | 2024 | SR               | W–L              | Win%             |
| -------------------------- | ---- | ---- | ---- | ---------------- | ---------------- | ---------------- |
| 大满贯赛事                 |      |      |      |                  |                  |                  |
| 澳大利亚网球公开赛         | A    | 2R   | 3R   | 0 / 2            | 2–1              | 67%              |
| 法国网球公开赛             | A    | 1R   |      | 0 / 1            | 0–1              | 0%               |
| 温布尔登网球锦标赛         | A    | Q1   |      | 0 / 0            | 0–0              | –                |
| 美国网球公开赛             | A    | Q3   |      | 0 / 0            | 0–0              | –                |
| 胜-负                      | 0–0  | 1–2  |      | 0 / 2            | 1–2              | 33%              |
| 年终总决赛                 |      |      |      |                  |                  |                  |
| ATP年终总决赛              | NQ   |      |      | 0 / 0            | 0–0              | –                |
| 代表国家队出战             |      |      |      |                  |                  |                  |
| 夏季奧林匹克運動會網球比賽 | NH   |      |      | 0 / 0            | 0–0              | –                |
| 戴维斯杯                   |      |      |      | 0 / 0            | 0–0              | –                |
| ATP1000大师赛              |      |      |      |                  |                  |                  |
| 印第安纳威尔斯公开赛       | 1R   | Q2   |      | 0 / 1            | 0–1              | 0%               |
| 迈阿密公开赛               | 1R   | 1R   |      | 0 / 2            | 0–1              | 0%               |
| 蒙特卡洛大師賽             | A    |      |      | 0 / 0            | 0–0              | –                |
| 马德里公开赛               | Q1   | A    |      | 0 / 0            | 0–0              | –                |
| 意大利公开赛               | A    | A    |      | 0 / 0            | 0–0              | –                |
| 加拿大网球公开赛           | A    | A    |      | 0 / 0            | 0–0              | –                |
| 辛辛那提公开赛             | A    | A    |      | 0 / 0            | 0–0              | –                |
| 上海大師賽                 | NH   | 1R   |      | 0 / 1            | 0–1              | 0%               |
| 巴黎大師賽                 | A    | A    |      | 0 / 0            | 0–0              | –                |
| 胜-负                      | 0–2  | 0–2  |      | 0 / 4            | 0–4              | 0%               |
| 职业生涯统计               |      |      |      |                  |                  |                  |
|                            | 2022 | 2023 |      | SR               | W–L              | Win%             |
| 巡回赛                     |      |      |      | 职业生涯总计:    | 职业生涯总计:    | 职业生涯总计:    |
| 冠军                       | 0    |      |      | 职业生涯总计:    | 职业生涯总计:    | 职业生涯总计:    |
| 决赛                       | 0    |      |      | 职业生涯总计:    | 职业生涯总计:    | 职业生涯总计:    |
| 硬地胜-负                  |      |      |      | 0 / 0            | 0–1              | 0%               |
| 泥地胜-负                  |      |      |      | 0 / 0            | 0–0              | –                |
| 草地胜-负                  |      |      |      | 0 / 0            | 0–0              | –                |
| 总胜-负                    |      |      |      | 0 / 0            | 0–1              | 0%               |
| 胜率 %                     |      |      |      | 职业生涯总计: 0% | 职业生涯总计: 0% | 职业生涯总计: 0% |
| 年终排名                   |      |      |      | $27,642          | $27,642          | $27,642          |

## 成绩

### 单打：6（6–1）
| 图例             |
| ---------------- |
| ATP挑战赛（1-1） |
| ITF巡回赛（4-0） |

| 赛事场地    |
| ----------- |
| 硬地（2–1） |
| 红土（3–0） |
| 草地（0–0） |
| 地毯（0–0） |

| 结果 | 胜-负 | 日期           | 巡回赛                 | 赛事级别  | 比赛场地 | 对手               | 比分          |
| ---- | ----- | -------------- | ---------------------- | --------- | -------- | ------------------ | ------------- |
| 胜   | 1–0   | 2021年9月26日  | 美国费耶特维尔 M15     | ITF巡回赛 | 硬地     | Mark Whitehouse    | 6–3、6–0      |
| 胜   | 2–0   | 2021年10月17日 | 美国那不勒斯 M15       | ITF巡回赛 | 红土     | Duarte Vale        | 6–3、7–63     |
| 胜   | 3–0   | 2021年10月24日 | 美国维罗海滩 M15       | ITF巡回赛 | 红土     | Felix Corwin       | 7–64、6–4     |
| 胜   | 4–0   | 2022年2月28日  | 美国那不勒斯 M15       | ITF巡回赛 | 红土     | Ricardo Rodriguez  | 7–64、7–61    |
| 胜   | 5–0   | 2022年8月7日   | 美国列克星敦挑战赛     | ATP挑战赛 | 硬地     | 埃米利奥·戈麦斯    | 6–4, 6–4      |
| 负   | 5–1   | 2022年8月      | 加拿大格兰比网球锦标赛 | ATP挑战赛 | 硬地     | {加布里埃尔·迪亚洛 | 5–7, 6–7(5–7) |

## 青少年时期成绩

### 大满贯决赛

#### 单打决赛 (0-1)
| 结果 | 日期      | 巡回赛         | 比赛场地 | 对手        | 比分          |
| ---- | --------- | -------------- | -------- | ----------- | ------------- |
| 失败 | 2021年9月 | 美国网球公开赛 | 硬地     | 丹尼尔·林孔 | 2–6, 6–7(6–8) |

### ITF青少年巡回赛

#### 单打决赛（5-1）
| 结果 | 日期      | 巡回赛                                               | 赛事级别 | 比赛场地 | 对手           | 比分           |
| ---- | --------- | ---------------------------------------------------- | -------- | -------- | -------------- | -------------- |
| 胜   | 2019年4月 | 中国北京J4，CHINA JUNIOR 7                           | G4       | 硬地     | 孙钱           | 6–2, 6–3       |
| 胜   | 2019年6月 | 阿鲁巴诺德J4，TIHTA ARUBA 2019                       | G4       | 硬地     | Victor Lilov   | 4-6, 7-5, 6-3  |
| 失败 | 2019年8月 | 墨西哥蒙特雷J3，MONTERREY SAN AGUSTIN ITF JUNIOR CUP | G3       | 硬地     | Blu Baker      | 7-5, 5-7, 61-7 |
| 胜   | 2021年2月 | 萨利纳斯J1，MUNDIAL JUVENIL DE TENIS                 | G1       | 硬地     | Bruno Kuzuhara | 6–2,1–6,6-2    |
| 胜   | 2021年3月 | 巴西克里西乌马JA，51° BANANA BOWL                    | GA       | 红土     | Miguel Gomes   | 6–2,7-64       |
| 胜   | 2021年3月 | 美国圣迭戈JB1，ADIDAS EASTER BOWL                    | GB1      | 硬地     | Ethan Quinn    | 65–7,6–1,6-2   |

#### 双打决赛（0-1）
| 结果 | 日期      | 巡回赛                            | 赛事级别 | 比赛场地 | 搭档         | 对手                       | 比分     |
| ---- | --------- | --------------------------------- | -------- | -------- | ------------ | -------------------------- | -------- |
| 失败 | 2021年3月 | 美国圣迭戈JB1，ADIDAS EASTER BOWL | GB1      | 硬地     | Jack Anthrop | Braden Shick 科尔顿·史密斯 | 5-7, 4-6 |

## 备注
1. 1 2  仅统计ATP巡回赛, 网球大满贯正赛和戴维斯杯、拉沃尔杯和奥运会
2. ↑  退赛不计入胜负数据统计。